# Dzielnik prądu

Dzielnik prądu (rezystancyjny)

Dzielnik prądu jest specjalnym równoległym połączeniem dwóch lub więcej pasywnych elementów elektrycznych, np. oporników. Natężenie prądu elektrycznego w jednej z gałęzi dzielnika zasilanego prądem stałym jest zawsze mniejsze od natężenia prądu wejściowego (zasilającego) i zależy tylko od stosunku wartości użytych: rezystancji oraz wartości prądu wejściowego:
{\displaystyle I_{R_{1}}=I_{we}\cdot {\frac {R_{2}}{R_{1}+R_{2}}}.}
Wynika to z faktu, że napięcie elektryczne zasilające dzielnik prądu ma taką samą wartość dla obydwu elementów, czyli:
{\displaystyle I_{we}\cdot {\frac {R_{1}\cdot R_{2}}{R_{1}+R_{2}}}=I_{R_{1}}\cdot R_{1}.}

## Zastosowanie dzielnika prądu
Wartości użytych rezystancji mogą być dokładnie zmierzone, czyli wartość natężenia prądu w każdej z gałęzi dzielnika może być również obliczona z dużą dokładnością. Tę właściwość dzielnika prądu wykorzystuje się do poszerzania zakresu pomiarowego amperomierzy. Amperomierz mierzy wartość prądu płynącego w danej gałęzi obwodu. Jeżeli równolegle do amperomierza zostanie podłączony opornik o odpowiedniej wartości, wówczas powstanie dzielnik prądu (jednym ze składowych elementów będzie rezystancja własna amperomierza), dla którego:
{\displaystyle I_{amperomierza}=I_{we}\cdot {\frac {R_{2}}{R_{1}+R_{2}}}=I_{mierzony}\cdot {\frac {R_{2}}{R_{1}+R_{2}}},}
dlatego też:
{\displaystyle I_{mierzony}=I_{amperomierza}\cdot {\frac {R_{1}+R_{2}}{R_{2}}}=I_{amperomierza}\cdot k.}
gdzie stała {\displaystyle k} jest zawsze większa od jedności (następuje więc poszerzenie zakresu pomiarowego), a jej wartość wynika tylko ze stosunku użytych rezystancji.
Dzielnik prądu może się składać z więcej niż dwóch elementów połączonych równolegle. Takie rozwiązanie jest stosowane np. w amperomierzach o zmiennych zakresach pomiarowych. Każde pośrednie ustawienie dzielnika reprezentuje odpowiedni zakres pomiarowy, którego wartość wynika z odpowiednich wartości użytych rezystancji.

## Dzielnik prądu przemiennego
Dzielniki prądu mogą być także używane w układach prądu i napięcia przemiennego. Niemniej jednak, przy zasilaniu prądem przemiennym należy wziąć pod uwagę przesunięcia fazowe wynikające z występowania możliwych reaktancji pojemnościowych i indukcyjnych w samym dzielniku, jak również i w zasilającym obwodzie.
Najkorzystniejsze jest oczywiście używanie dzielnika prądowego zbudowanego z bezindukcyjnych, bezpojemnościowych rezystorów, niemniej jednak nie zawsze jest to możliwe, szczególnie przy wysokich częstotliwościach prądu przemiennego.